# Nikolaus Friedrich von Korff

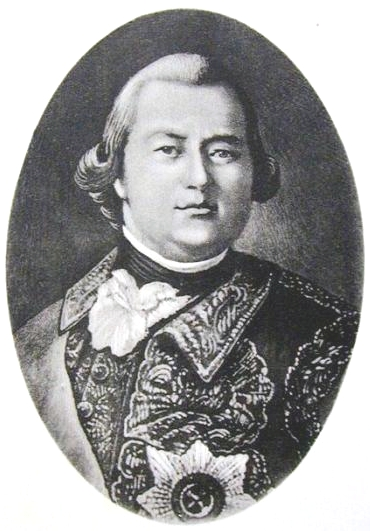
Nikolaus Friedrich von Korff

Nikolaus Friedrich von Korff (* 18. Mai 1710; † 5. Mai 1766 in St. Petersburg) war ein russischer Offizier deutschbaltischer Herkunft.

## Leben
Nikolaus Friedrich entstammte dem kurländischen Zweig des Adelsgeschlechts von Korff. Er war Sohn des Hauptmannes Heinrich von Korff. Im Jahr 1740 heiratete er Gräfin Katharina Karlowna Skawronski, eine Cousine der Zarin Elisabeth. In deren Auftrag eskortierte er den späteren Zaren Peter III. von Holstein nach St. Petersburg. Mit Peter III. verband ihn seither eine enge Freundschaft. Zur Zeit Elisabeths stieg Korff zum General en chef, Generalleutnant und Senator auf. Im Siebenjährigen Krieg ernannte sie ihn am 30. März 1758 als Nachfolger Wilhelm von Fermors zum Generalgouverneur von Königsberg. Im Jahr 1760 übernahm er die Leitung der Polizei in St. Petersburg und wurde mit der Bewachung des gefangen gehaltenen nominellen Zaren Iwan VI. beauftragt. Im Gegensatz zu den anderen damit betrauten Personen trat er Iwan ehrerbietig und höflich gegenüber. Ab 1762 war Korff Generalpolizeimeister für ganz Russland. Weil er den Staatsstreich der Zarengattin Katharinas gegen Peter III. bewusst nicht verhindert hatte, beließ sie ihn als neue Zarin im Amt.